# Koren család
A domonyi Koren család első ismert tagja Koren István (1805–1893) aszódi, majd szarvasi tanító, aki Aszódon Petőfi Sándort is tanította.
A család további neves tagjai:
- Koren Pál (1845–1921) evangélikus lelkész Pitvaroson, majd főesperes Békéscsabán
- Koren Pál (1876–1948) evangélikus lelkész, Törökbecsén, Nagybecskereken, majd Budapesten
- Koren Jenő (1883–1912) evangélikus lelkész, Budapesten, majd Békéscsabán
- Koren Emil (1885–1972) mérnök, MÁV-igazgató
- Koren Emil (1915–1998) Budapesten, a budavári gyülekezet evangélikus lelkésze, esperes, az 1960-as években az Evangélikus Élet főszerkesztője, 1958–1985 között püspökhelyettes
- Koren István (1911–1994) szobrászművész, főiskolai tanár
- Koren István (1913–1982) mérnök geodéta
- Koren András (1949–) mérnök
- Koren Balázs (1979–) tanár